# Liste der Monuments historiques in Thiverny
Die Liste der Monuments historiques in Thiverny führt die Monuments historiques in der französischen Gemeinde Thiverny auf.

## Liste der Bauwerke
| Bezeichnung       | Beschreibung                  | Standort | Kennzeichnung | Schutzstatus | Datum | Bild           |
| ----------------- | ----------------------------- | -------- | ------------- | ------------ | ----- | -------------- |
| Kirche St-Leufroy | Erbaut im 12./13. Jahrhundert | (Lage)   | PA00114921    | Inscrit      | 1930  | weitere Bilder |

## Liste der Objekte
- Monuments historiques (Objekte) in Thiverny in der Base Palissy des französischen Kultusministeriums